# Schlachtmühle
Koordinaten: 53° 34′ 37,2″ N, 7° 54′ 28,8″ O

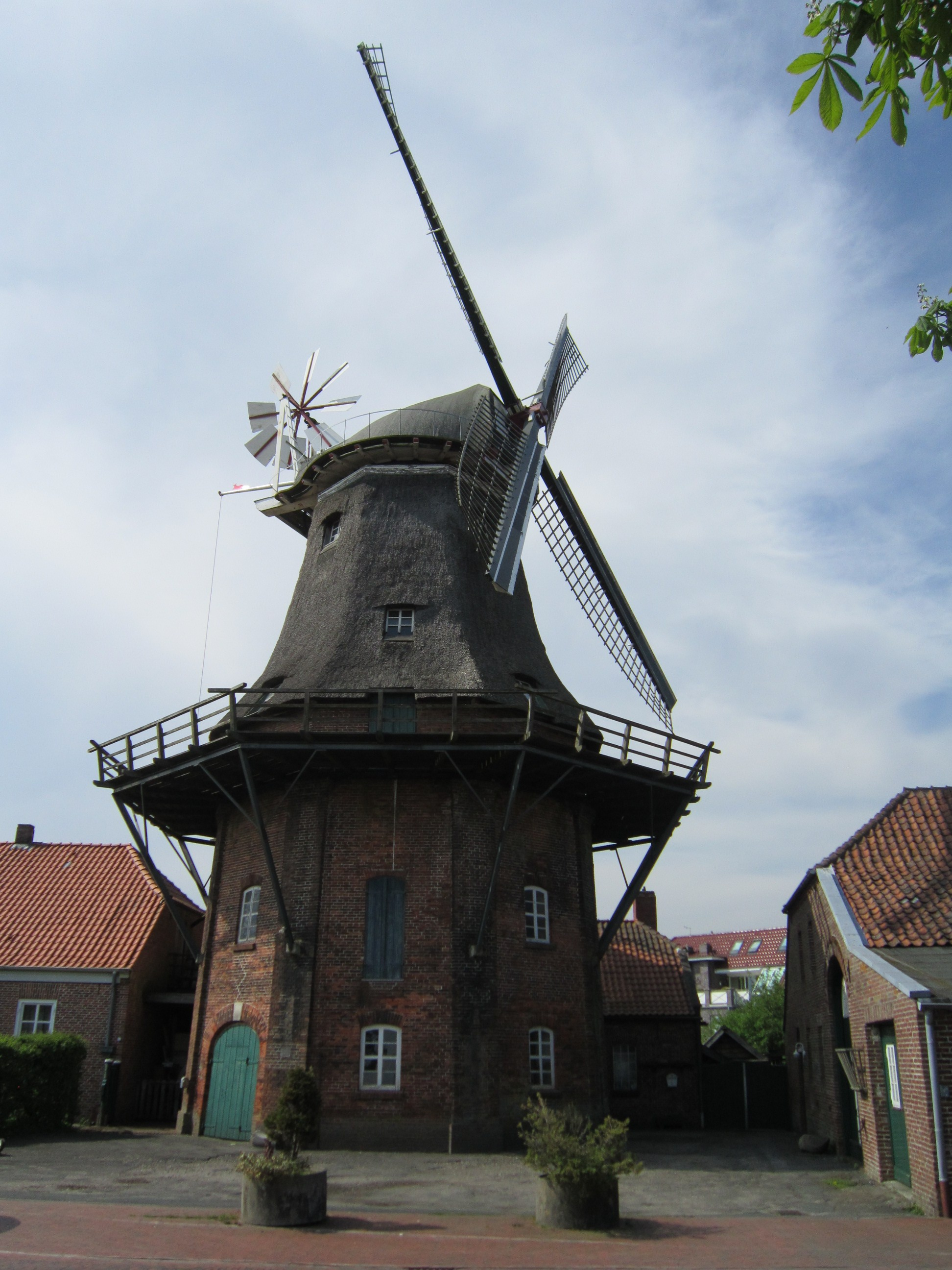
Die Schlachtmühle in Jever

Die Schlachtmühle ist ein Galerieholländer in der friesischen Kreisstadt Jever. Das im Jahr 1847 erbaute Gebäude steht unter Denkmalschutz und ist Teil der Friesischen Mühlenstraße.

## Lage
Die Mühle steht in zentraler Lage in Jever, nahe dem alten Hafen der Stadt. Der Jeveraner Hafen wurde als Schlachte bezeichnet und das ehemalige Hafengebiet trägt diesen Namen bis heute, der Schiffsverkehr ist dort jedoch bereits lange eingestellt. Das Hooksieler Tief, über das der Hafen von Jever früher angelaufen werden konnte, verläuft heute unmittelbar nördlich der Schlachtmühle.
Im Rahmen der Friesischen Mühlenstraße ist die Schlachtmühle nach der Peldemühle im benachbarten Wittmund die nördlichste Station.

## Geschichte
Die dokumentierte Geschichte der Schlachtmühle beginnt im Jahr 1722 mit der Erteilung der Baugenehmigung für eine Perlgraupen-Mühle östlich des Alten Hafens. Im Oktober 1732 wurde diese Mühle bei einem Brand zerstört, im folgenden Jahr allerdings wieder aufgebaut. Ende des 18. Jahrhunderts wurden in der Mühle vor allem Roggen und Weizen verarbeitet. 1846 wurde die alte Mühle auf Grund ihres baufälligen Zustandes abgerissen, in unmittelbarer Nähe des alten Bauwerks wurde daraufhin mit dem Bau der Schlachtmühle begonnen. Diese wurde im Jahr 1847 fertiggestellt und ist bis heute vollständig erhalten.
Von 2000 bis 2002 konnte die Mühle mit finanzieller Unterstützung der Deutschen Stiftung Denkmalschutz saniert werden. Seit dem Jahr 2012 werden die Schlachtmühle und die angrenzenden Gebäude vom Schlossmuseum Jever verwaltet.

## Nutzung
Die Mühle sowie das angrenzende Scheunengebäude werden heute als Museum genutzt. In der Mühlenscheune befindet sich ein Landwirtschaftsmuseum, in dem zahlreiche Maschinen und Werkzeuge ausgestellt sind und der Prozess von der Saat des Getreides bis zu dessen Ernte nachvollzogen werden kann. Die Mühle selbst kann ebenfalls besichtigt werden, zudem werden Führungen angeboten, bei denen Müller die Funktionsweise der Mühle erläutern.